# One Grand Central Place
Il One Grand Central Place (precedentemente noto come Lincoln Building) è un grattacielo situato al 60 East 42nd Street nel quartiere Midtown Manhattan, a New York, di fronte al Grand Central Terminal.

## Descrizione
Alto 205 metri e progettato in stile neo-gotico dall'architetto statunitense James Edwin Ruthven Carpenter Jr., fu completato nel 1930. Con 53 piani, è al sessantatreesimo posto tra gli edifici più alti di New York.